# Euphilomedes chupacabra
Euphilomedes chupacabra is een mosselkreeftjessoort uit de familie van de Philomedidae. De wetenschappelijke naam van de soort is voor het eerst geldig gepubliceerd in 2008 door Lum, Schwab & Oakley.